# Julie Meadows
Julie Meadows (nacida Lydia Lee el 3 de febrero de 1974) es una escritora, diseñadora web y antigua actriz pornográfica estadounidense. Estuvo activa en el porno desde 1998 a 2004 y se dice que se parecía a la actriz Julia Stiles.

## Inicios y educación
Nacida el 3 de febrero de 1974 en Texarkana, Texas, Meadows tiene tres hermanas. Se casó a la edad de 17 años y dio a luz a un niño poco después de su primer aniversario.

## Carrera
Meadows conoció al director de cine porno Michael Raven cuando era bailarina de estriptis en Dallas. Se trasladó a Los Ángeles, California seis meses más tarde, donde comenzó a trabajar en películas para adultos en 1998. Su primera película fue Ed Powers Dirty Debutantes 94.
Meadows tuvo un contrato como protagonista principal con VCA durante dos años, antes de dejar la productora en enero de 2003. Se retiró de la industria para adultos en 2004; más adelante diría que la razón por la que se retiró fue que ya no estaba interesada en hacer películas.

## Filmografía parcial
- Fade to Black
- Adrenaline
- Watchers
- Sinful Rella
- Cursed
- Succubus
- Gladiator

## Premios y nominaciones
| Año  | Ceremonia        | Resultado | Premio                                                           | Trabajo           |
| ---- | ---------------- | --------- | ---------------------------------------------------------------- | ----------------- |
| 2000 | Hot d'Or Award   | Nominada  | Best American New Starlet                                        | —                 |
| 2000 | XRCO Award       | Nominada  | Starlet of the Year                                              | —                 |
| 2001 | AVN Award        | Nominada  | Best Actress – Film                                              | Watchers          |
| 2001 | NightMoves Award | Ganadora  | Best Actress (Editor's Choice)                                   | —                 |
| 2002 | AVN Award        | Ganadora  | Best Supporting Actress – Film                                   | Fade To Black     |
| 2002 | AVN Award        | Nominada  | Best Group Sex Scene – Video (with Alec Metro & Allysin Chaynes) | Let's Play Doctor |
| 2003 | AVN Award        | Nominada  | Best Actress – Video                                             | Sex World 2002    |
| 2004 | AVN Award        | Nominada  | Best Supporting Actress – Film                                   | Mirror Image      |